# NBA Playoffs 1988
Gli NBA Playoffs 1988 si conclusero con la vittoria dei Los Angeles Lakers (campioni della Western conference) che sconfissero i campioni della Eastern Conference, i Detroit Pistons in gara 7, dopo essere stati sotto di un punto a quattordici secondi dal termine in una epica gara 6, momento in cui Kareem Abdul-Jabbar ha rimediato un fallo andando in lunetta e ribaltando il risultato di una misura (103 a 102 per i Lakers il risultato finale).
Con questo titolo, i Los Angeles Lakers bissarono il successo dell'anno precedente. Gli ultimi a perseguire questo risultato furono i Boston Celtics, al termine della stagione NBA 1968-1969.

## Squadre qualificate

### Eastern Conference
1. Boston Celtics
2. Detroit Pistons
3. Chicago Bulls
4. Atlanta Hawks
5. Milwaukee Bucks
6. Cleveland Cavaliers
7. Washington Bullets
8. N.Y. Knicks

### Western Conference
1. L.A. Lakers
2. Denver Nuggets
3. Dallas Mavericks
4. Portland T. Blazers
5. Utah Jazz
6. Houston Rockets
7. Seattle S.Sonics
8. San Antonio Spurs

## Tabellone
|  | Primo turno | Primo turno         | Primo turno       |                    |                     | Semifinali di conference | Semifinali di conference | Semifinali di conference |  |   | Finali di conference | Finali di conference | Finali di conference |  |    | Finali NBA    | Finali NBA | Finali NBA |
|  |             |                     |                   |                    |                     |                          |                          |                          |  |   |                      |                      |                      |  |    |               |            |            |
|  | 1           | L.A. Lakers *       | 3                 |                    |                     |                          |                          |                          |  |   |                      |                      |                      |  |    |               |            |            |
|  | 8           | San Antonio Spurs   | 0                 |                    |                     |                          |                          |                          |  |   |                      |                      |                      |  |    |               |            |            |
|  | 8           | San Antonio Spurs   | 0                 |                    | 1                   | L.A. Lakers *            | 4                        |                          |  |   |                      |                      |                      |  |    |               |            |            |
|  |             |                     |                   |                    | 1                   | L.A. Lakers *            | 4                        |                          |  |   |                      |                      |                      |  |    |               |            |            |
|  |             | 5                   | Utah Jazz         | 3                  |                     |                          |                          |                          |  |   |                      |                      |                      |  |    |               |            |            |
|  | 4           | 5                   | Utah Jazz         | 3                  | Portland T. Blazers | 1                        |                          |                          |  |   |                      |                      |                      |  |    |               |            |            |
|  | 4           |                     |                   |                    | Portland T. Blazers | 1                        |                          |                          |  |   |                      |                      |                      |  |    |               |            |            |
|  | 5           | Utah Jazz           | 3                 |                    |                     |                          |                          |                          |  |   |                      |                      |                      |  |    |               |            |            |
|  | 5           | Utah Jazz           | 3                 |                    |                     |                          |                          |                          |  | 1 | L.A. Lakers *        | 4                    |                      |  |    |               |            |            |
|  |             |                     |                   | Western Conference |                     |                          |                          |                          |  | 1 | L.A. Lakers *        | 4                    |                      |  |    |               |            |            |
|  |             | 3                   | Dallas Mavericks  | 3                  |                     |                          |                          |                          |  |   |                      |                      |                      |  |    |               |            |            |
|  | 3           | 3                   | Dallas Mavericks  | 3                  | Dallas Mavericks    | 3                        |                          |                          |  |   |                      |                      |                      |  |    |               |            |            |
|  | 3           |                     |                   |                    | Dallas Mavericks    | 3                        |                          |                          |  |   |                      |                      |                      |  |    |               |            |            |
|  | 6           | Houston Rockets     | 1                 |                    |                     |                          |                          |                          |  |   |                      |                      |                      |  |    |               |            |            |
|  | 6           | Houston Rockets     | 1                 |                    | 2                   | Denver Nuggets *         | 2                        |                          |  |   |                      |                      |                      |  |    |               |            |            |
|  |             |                     |                   |                    | 2                   | Denver Nuggets *         | 2                        |                          |  |   |                      |                      |                      |  |    |               |            |            |
|  |             | 3                   | Dallas Mavericks  | 4                  |                     |                          |                          |                          |  |   |                      |                      |                      |  |    |               |            |            |
|  | 2           | 3                   | Dallas Mavericks  | 4                  | Denver Nuggets *    | 3                        |                          |                          |  |   |                      |                      |                      |  |    |               |            |            |
|  | 2           |                     |                   |                    | Denver Nuggets *    | 3                        |                          |                          |  |   |                      |                      |                      |  |    |               |            |            |
|  | 7           | Seattle S.Sonics    | 2                 |                    |                     |                          |                          |                          |  |   |                      |                      |                      |  |    |               |            |            |
|  | 7           | Seattle S.Sonics    | 2                 |                    |                     |                          |                          |                          |  |   |                      |                      |                      |  | W1 | L.A. Lakers * | 4          |            |
|  |             |                     |                   |                    |                     |                          |                          |                          |  |   |                      |                      |                      |  | W1 | L.A. Lakers * | 4          |            |
|  |             | E2                  | Detroit Pistons * | 3                  |                     |                          |                          |                          |  |   |                      |                      |                      |  |    |               |            |            |
|  | 1           | E2                  | Detroit Pistons * | 3                  | Boston Celtics *    | 3                        |                          |                          |  |   |                      |                      |                      |  |    |               |            |            |
|  | 1           |                     |                   |                    | Boston Celtics *    | 3                        |                          |                          |  |   |                      |                      |                      |  |    |               |            |            |
|  | 8           | N.Y. Knicks         | 1                 |                    |                     |                          |                          |                          |  |   |                      |                      |                      |  |    |               |            |            |
|  | 8           | N.Y. Knicks         | 1                 |                    | 1                   | Boston Celtics *         | 4                        |                          |  |   |                      |                      |                      |  |    |               |            |            |
|  |             |                     |                   |                    | 1                   | Boston Celtics *         | 4                        |                          |  |   |                      |                      |                      |  |    |               |            |            |
|  |             | 4                   | Atlanta Hawks     | 3                  |                     |                          |                          |                          |  |   |                      |                      |                      |  |    |               |            |            |
|  | 4           | 4                   | Atlanta Hawks     | 3                  | Atlanta Hawks       | 3                        |                          |                          |  |   |                      |                      |                      |  |    |               |            |            |
|  | 4           |                     |                   |                    | Atlanta Hawks       | 3                        |                          |                          |  |   |                      |                      |                      |  |    |               |            |            |
|  | 5           | Milwaukee Bucks     | 2                 |                    |                     |                          |                          |                          |  |   |                      |                      |                      |  |    |               |            |            |
|  | 5           | Milwaukee Bucks     | 2                 |                    |                     |                          |                          |                          |  | 1 | Boston Celtics *     | 2                    |                      |  |    |               |            |            |
|  |             |                     |                   | Eastern Conference |                     |                          |                          |                          |  | 1 | Boston Celtics *     | 2                    |                      |  |    |               |            |            |
|  |             | 2                   | Detroit Pistons * | 4                  |                     |                          |                          |                          |  |   |                      |                      |                      |  |    |               |            |            |
|  | 3           | 2                   | Detroit Pistons * | 4                  | Chicago Bulls       | 3                        |                          |                          |  |   |                      |                      |                      |  |    |               |            |            |
|  | 3           |                     |                   |                    | Chicago Bulls       | 3                        |                          |                          |  |   |                      |                      |                      |  |    |               |            |            |
|  | 6           | Cleveland Cavaliers | 2                 |                    |                     |                          |                          |                          |  |   |                      |                      |                      |  |    |               |            |            |
|  | 6           | Cleveland Cavaliers | 2                 |                    | 3                   | Chicago Bulls            | 1                        |                          |  |   |                      |                      |                      |  |    |               |            |            |
|  |             |                     |                   |                    | 3                   | Chicago Bulls            | 1                        |                          |  |   |                      |                      |                      |  |    |               |            |            |
|  |             | 2                   | Detroit Pistons * | 4                  |                     |                          |                          |                          |  |   |                      |                      |                      |  |    |               |            |            |
|  | 2           | 2                   | Detroit Pistons * | 4                  | Detroit Pistons *   | 3                        |                          |                          |  |   |                      |                      |                      |  |    |               |            |            |
|  | 2           |                     |                   |                    | Detroit Pistons *   | 3                        |                          |                          |  |   |                      |                      |                      |  |    |               |            |            |
|  | 7           | Washington Bullets  | 2                 |                    |                     |                          |                          |                          |  |   |                      |                      |                      |  |    |               |            |            |

Legenda
- * Vincitore Division
- "Grassetto" Vincitore serie
- "Corsivo" Squadra con fattore campo

## Eastern Conference

### Primo turno

#### (1) Boston Celtics - (8) New York Knicks
RISULTATO FINALE: 3-1
| Arbitri: | Earl Strom Paul Mihalak |

|                       |          |                       |
| L. Bird, K. McHale 29 | Punti    | G. Wilkins 24         |
| D. Johnson 9          | Assist   | M. Jackson 9          |
| R. Parish 13          | Rimbalzi | P. Ewing, S. Green 11 |

| Arbitri: | Hue Hollins Paul Mihalak |

|              |          |               |
| L. Bird 36   | Punti    | G. Wilkins 24 |
| D. Johnson 9 | Assist   | M. Jackson 7  |
| K. McHale 12 | Rimbalzi | P. Ewing 10   |

| Arbitri: | Mike Mathis Ed Rush |

|               |          |              |
| J. Newman 34  | Punti    | K. McHale 24 |
| M. Jackson 14 | Assist   | L. Bird 12   |
| P. Ewing 10   | Rimbalzi | R. Parish 11 |

| Arbitri: | Jess Kersey Hugh Evans |

|               |          |               |
| M. Jackson 28 | Punti    | L. Bird 28    |
| M. Jackson 9  | Assist   | D. Johnson 12 |
| P. Ewing 20   | Rimbalzi | R. Parish 9   |

PRECEDENTI IN REGULAR SEASON
| Regular Season 1987-88 | Boston Celtics | 5 – 1 | N.Y. Knicks | Referto 1 - Referto 2 - Referto 3 - Referto 4, Referto 5 - Referto 6 |
| New York Knicks 87 (2 t.s.) Boston Celtics 111 Boston Celtics 117 New York Knicks 106 Boston Celtics 95 New York Knicks 106 Punti 96 Boston Celtics 109 New York Knicks 108 New York Knicks 98 Boston Celtics 93 New York Knicks 118 Boston Celtics |                | |             |                                                                      |
| |                | |             |                                                                      |
| New York Knicks 87 (2 t.s.) Boston Celtics 111 Boston Celtics 117 New York Knicks 106 Boston Celtics 95 New York Knicks 106 | Punti          | 96 Boston Celtics 109 New York Knicks 108 New York Knicks 98 Boston Celtics 93 New York Knicks 118 Boston Celtics |             |                                                                      |

PRECEDENTI NEI PLAYOFF
|  | Boston Celtics (1954, 1955, 1967, 1969, 1974, 1984) | 6 – 5 | N.Y. Knicks (1951, 1952, 1953, 1972, 1973) |  |

#### (2) Detroit Pistons - (7) Washington Bullets
RISULTATO FINALE: 3-2
| Arbitri: | Darell Garretson Terry Durham |

|                |          |               |
| I. Thomas 34   | Punti    | J. Malone 33  |
| J. Dumars 6    | Assist   | J. Williams 9 |
| B. Laimbeer 12 | Rimbalzi | M. Malone 13  |

| Arbitri: | Hugh Evans Bruce Alexander |

|                |          |              |
| I. Thomas 30   | Punti    | J. Malone 31 |
| J. Dumars 5    | Assist   | J. Malone 4  |
| B. Laimbeer 11 | Rimbalzi | M. Malone 14 |

| Arbitri: | Jack Madden Mike Mathis |

|              |          |               |
| J. Malone 35 | Punti    | I. Thomas 29  |
| S. Colter 6  | Assist   | I. Thomas 8   |
| M. Malone 9  | Rimbalzi | B. Laimbeer 8 |

| Arbitri: | Earl Strom Jess Kersey Dick Bavetta |

|              |          |                          |
| J. Malone 25 | Punti    | D. Rodman, A. Dantley 23 |
| D. Walker 5  | Assist   | I. Thomas 10             |
| M. Malone 8  | Rimbalzi | B. Laimbeer 9            |

| Arbitri: | Jake O'Donnell Ed Rush |

|                |          |                                     |
| J. Dumars 20   | Punti    | B. King 18                          |
| I. Thomas 11   | Assist   | J. Malone, D. Walker, J. Williams 3 |
| B. Laimbeer 11 | Rimbalzi | M. Malone 12                        |

PRECEDENTI IN REGULAR SEASON
| Regular Season 1987-88 | Detroit Pistons | 3 – 2                                                                                                   | Washington Bullets | Referto 1 - Referto 2 - Referto 3 - Referto 4, Referto 5 |
| Washington Bullets 124 Detroit Pistons 114 Washington Bullets 101 Detroit Pistons 118 Washington Bullets 87 Punti 102 Detroit Pistons 108 Washington Bullets 97 Detroit Pistons 110 Washington Bullets 99 Detroit Pistons |                 | |                    |                                                          |
| |                 | |                    |                                                          |
| Washington Bullets 124 Detroit Pistons 114 Washington Bullets 101 Detroit Pistons 118 Washington Bullets 87 | Punti           | 102 Detroit Pistons 108 Washington Bullets 97 Detroit Pistons 110 Washington Bullets 99 Detroit Pistons |                    |                                                          |

PRECEDENTI NEI PLAYOFF
|  | Detroit Pistons (1987) | 1 – 0 | Washington Bullets |  |

#### (3) Chicago Bulls - (6) Cleveland Cavaliers
RISULTATO FINALE: 3-2
| Arbitri: | Jack Madden Hue Hollins Bruce Alexander |

|              |          |             |
| M. Jordan 50 | Punti    | C. Ehlo 21  |
| J. Paxson 7  | Assist   | M. Price 12 |
| C. Oakley 15 | Rimbalzi | L. Nance 8  |

| Arbitri: | Darell Garretson Paul Mihalak |

|               |          |                 |
| M. Jordan 55  | Punti    | L. Nance 27     |
| S. Vincent 14 | Assist   | L. Nance 8      |
| C. Oakley 12  | Rimbalzi | B. Daugherty 13 |

| Arbitri: | Jess Kersey Dick Bavetta |

|                 |          |              |
| M. Price 31     | Punti    | M. Jordan 38 |
| M. Price 6      | Assist   | M. Jordan 9  |
| B. Daugherty 10 | Rimbalzi | C. Oakley 9  |

| Arbitri: | Joey Crawford Mike Mathis |

|                |          |              |
| R. Harper 30   | Punti    | M. Jordan 44 |
| M. Price 7     | Assist   | S. Vincent 5 |
| B. Daugherty 9 | Rimbalzi | C. Oakley 9  |

| Arbitri: | Hugh Evans Earl Strom Tommy Nunez |

|              |          |                 |
| M. Jordan 39 | Punti    | M. Price 25     |
| R. Sparrow 7 | Assist   | M. Price 7      |
| C. Oakley 20 | Rimbalzi | B. Daugherty 10 |

PRECEDENTI IN REGULAR SEASON
| Regular Season 1987-88 | Chicago Bulls | 3 – 3 | Cleveland Cavaliers | Referto 1 - Referto 2 - Referto 3 - Referto 4, Referto 5 - Referto 6 |
| Chicago Bulls 111 (1 t.s.) Cleveland Cavaliers 91 Cleveland Cavaliers 113 Chicago Bulls 108 Cleveland Cavaliers 110 Chicago Bulls 103 Punti 100 Cleveland Cavaliers 88 Chicago Bulls 111 Chicago Bulls 89 Cleveland Cavaliers 111 Chicago Bulls (1 t.s.) 107 Cleveland Cavaliers |               | |                     |                                                                      |
| |               | |                     |                                                                      |
| Chicago Bulls 111 (1 t.s.) Cleveland Cavaliers 91 Cleveland Cavaliers 113 Chicago Bulls 108 Cleveland Cavaliers 110 Chicago Bulls 103 | Punti         | 100 Cleveland Cavaliers 88 Chicago Bulls 111 Chicago Bulls 89 Cleveland Cavaliers 111 Chicago Bulls (1 t.s.) 107 Cleveland Cavaliers |                     |                                                                      |

PRECEDENTI NEI PLAYOFF

Si è trattata della prima sfida tra le due squadre ai playoff.

#### (4) Atlanta Hawks - (5) Milwaukee Bucks
RISULTATO FINALE: 3-2
| Arbitri: | Ed T. Rush Hue Hollins Terry Durham |

|               |          |               |
| D. Wilkins 26 | Punti    | P. Pressey 21 |
| D. Rivers 6   | Assist   | P. Pressey 7  |
| K. Willis 9   | Rimbalzi | J. Sikma 12   |

| Arbitri: | Hugh Evans Dick Bavetta |

|               |          |                |
| D. Wilkins 43 | Punti    | S. Moncrief 22 |
| D. Rivers 8   | Assist   | P. Pressey 9   |
| K. Willis 10  | Rimbalzi | J. Sikma 17    |

| Arbitri: | Bill Saar Joey Crawford |

|                |          |               |
| T. Cummings 30 | Punti    | D. Wilkins 22 |
| P. Pressey 6   | Assist   | R. Wittman 8  |
| J. Sikma 16    | Rimbalzi | D. Wilkins 14 |

| Arbitri: | Earl Strom Bill Oakes |

|                |          |               |
| T. Cummings 30 | Punti    | D. Wilkins 31 |
| S. Moncrief 7  | Assist   | D. Rivers 9   |
| J. Sikma 9     | Rimbalzi | K. Willis 9   |

| Arbitri: | Darell Garretson Jess Kersey |

|               |          |                           |
| D. Wilkins 33 | Punti    | T. Cummings 28            |
| D. Rivers 15  | Assist   | S. Moncrief, P. Pressey 6 |
| D. Wilkins 10 | Rimbalzi | L. Krystkowiak 10         |

PRECEDENTI IN REGULAR SEASON
| Regular Season 1987-88 | Atlanta Hawks | 3 – 3 | Milwaukee Bucks | Referto 1 - Referto 2 - Referto 3 - Referto 4, Referto 5 - Referto 6 |
| Milwaukee Bucks 112 Milwaukee Bucks 87 Atlanta Hawks 101 Atlanta Hawks 115 Milwaukee Bucks 111 Atlanta Hawks 121 Punti 103 Atlanta Hawks 94 Atlanta Hawks 104 Milwaukee Bucks 105 Milwaukee Bucks 98 Atlanta Hawks 110 Milwaukee Bucks |               | |                 |                                                                      |
| |               | |                 |                                                                      |
| Milwaukee Bucks 112 Milwaukee Bucks 87 Atlanta Hawks 101 Atlanta Hawks 115 Milwaukee Bucks 111 Atlanta Hawks 121 | Punti         | 103 Atlanta Hawks 94 Atlanta Hawks 104 Milwaukee Bucks 105 Milwaukee Bucks 98 Atlanta Hawks 110 Milwaukee Bucks |                 |                                                                      |

PRECEDENTI NEI PLAYOFF
|  | Atlanta Hawks | 0 – 1 | Milwaukee Bucks (1984) |  |

### Semifinali

#### (1) Boston Celtics - (4) Atlanta Hawks
RISULTATO FINALE: 4-3
| Arbitri: | Jake O'Donnell Dick Bavetta |

|              |          |                                 |
| L. Bird 38   | Punti    | D. Wilkins 25                   |
| D. Ainge 12  | Assist   | D. Rivers, J. Battle, S. Webb 5 |
| R. Parish 14 | Rimbalzi | D. Rivers 9                     |

| Arbitri: | Jack Madden Paul Mihalak |

|              |          |               |
| K. McHale 32 | Punti    | D. Wilkins 22 |
| D. Johnson 9 | Assist   | D. Rivers 6   |
| R. Parish 14 | Rimbalzi | T. Rollins 9  |

| Arbitri: | Earl Strom Mike Mathis |

|               |          |              |
| D. Wilkins 25 | Punti    | L. Bird 22   |
| S. Webb 13    | Assist   | L. Bird 8    |
| K. Willis 13  | Rimbalzi | R. Parish 13 |

| Arbitri: | Hugh Evans Hue Hollins |

|               |          |               |
| D. Wilkins 40 | Punti    | L. Bird 30    |
| D. Rivers 22  | Assist   | D. Johnson 10 |
| T. Rollins 12 | Rimbalzi | K. McHale 9   |

| Arbitri: | Ed T. Rush Jess Kersey |

|               |          |              |
| R. Parish 24  | Punti    | K. Willis 27 |
| D. Johnson 10 | Assist   | D. Rivers 7  |
| R. Parish 13  | Rimbalzi | K. Willis 14 |

| Arbitri: | Darell Garretson Joey Crawford |

|                          |          |              |
| D. Wilkins 35            | Punti    | K. McHale 26 |
| S. Webb 7                | Assist   | D. Ainge 14  |
| T. Rollins, K. Willis 11 | Rimbalzi | L. Bird 11   |

| Arbitri: | Jake O'Donnell Hugh Evans |

|              |          |               |
| L. Bird 34   | Punti    | D. Wilkins 47 |
| D. Ainge 10  | Assist   | D. Rivers 18  |
| K. McHale 13 | Rimbalzi | K. Willis 11  |

PRECEDENTI IN REGULAR SEASON
| Regular Season 1987-88 | Boston Celtics | 4 – 2 | Atlanta Hawks | Referto 1 - Referto 2 - Referto 3 - Referto 4, Referto 5 - Referto 6 |
| Boston Celtics 117 Atlanta Hawks 120 Boston Celtics 124 Atlanta Hawks 97 Boston Celtics 117 Atlanta Hawks 133 Punti 102 Atlanta Hawks 106 Boston Celtics 106 Atlanta Hawks 102 Boston Celtics 100 Atlanta Hawks 106 Boston Celtics |                | |               |                                                                      |
| |                | |               |                                                                      |
| Boston Celtics 117 Atlanta Hawks 120 Boston Celtics 124 Atlanta Hawks 97 Boston Celtics 117 Atlanta Hawks 133 | Punti          | 102 Atlanta Hawks 106 Boston Celtics 106 Atlanta Hawks 102 Boston Celtics 100 Atlanta Hawks 106 Boston Celtics |               |                                                                      |

PRECEDENTI NEI PLAYOFF
|  | Boston Celtics (1957, 1960, 1961, 1972, 1973, 1983, 1986) | 7 – 1 | Atlanta Hawks (1958) |  |

#### (2) Detroit Pistons - (3) Chicago Bulls
RISULTATO FINALE: 4-1
| Arbitri: | Darell Garretson Hue Hollins |

|                |          |              |
| A. Dantley 23  | Punti    | M. Jordan 29 |
| I. Thomas 8    | Assist   | M. Jordan 6  |
| B. Laimbeer 14 | Rimbalzi | C. Oakley 13 |

| Arbitri: | Jess Kersey Mike Mathis |

|                |          |                         |
| I. Thomas 25   | Punti    | M. Jordan 36            |
| I. Thomas 13   | Assist   | S. Pippen, S. Vincent 5 |
| B. Laimbeer 14 | Rimbalzi | C. Oakley 12            |

| Arbitri: | Bill Saar Earl Strom |

|              |          |                |
| M. Jordan 24 | Punti    | V. Johnson 23  |
| S. Vincent 6 | Assist   | I. Thomas 11   |
| C. Oakley 12 | Rimbalzi | B. Laimbeer 10 |

| Arbitri: | Paul Mihalak Ed C. Rush |

|              |          |               |
| M. Jordan 23 | Punti    | A. Dantley 24 |
| M. Jordan 5  | Assist   | I. Thomas 11  |
| C. Oakley 10 | Rimbalzi | B. Laimbeer 9 |

| Arbitri: | Jack Madden Joey Crawford |

|                |          |                        |
| I. Thomas 25   | Punti    | M. Jordan 25           |
| I. Thomas 9    | Assist   | M. Jordan, J. Paxson 8 |
| B. Laimbeer 13 | Rimbalzi | C. Oakley 15           |

PRECEDENTI IN REGULAR SEASON
| Regular Season 1987-88 | Detroit Pistons | 4 – 2 | Chicago Bulls | Referto 1 - Referto 2 - Referto 3 - Referto 4, Referto 5 - Referto 6 |
| Chicago Bulls 132 (1 t.s.) Detroit Pistons 127 Chicago Bulls 115 Chicago Bulls 74 Detroit Pistons 82 Detroit Pistons 110 Punti 144 Detroit Pistons (1 t.s.) 123 Chicago Bulls 99 Detroit Pistons 89 Detroit Pistons 73 Chicago Bulls 112 Chicago Bulls |                 | |               |                                                                      |
| |                 | |               |                                                                      |
| Chicago Bulls 132 (1 t.s.) Detroit Pistons 127 Chicago Bulls 115 Chicago Bulls 74 Detroit Pistons 82 Detroit Pistons 110 | Punti           | 144 Detroit Pistons (1 t.s.) 123 Chicago Bulls 99 Detroit Pistons 89 Detroit Pistons 73 Chicago Bulls 112 Chicago Bulls |               |                                                                      |

PRECEDENTI NEI PLAYOFF
|  | Detroit Pistons | 0 – 1 | Chicago Bulls (1974) |  |

### Finale

#### (1) Boston Celtics - (2) Detroit Pistons
RISULTATO FINALE: 2-4
| Arbitri: | Paul Mihalak Earl Strom |

|               |          |              |
| K. McHale 31  | Punti    | I. Thomas 35 |
| D. Johnson 10 | Assist   | I. Thomas 12 |
| R. Parish 13  | Rimbalzi | R. Mahorn 10 |

| Arbitri: | Jack Madden Mike Mathis |

|               |          |              |
| R. Parish 26  | Punti    | I. Thomas 24 |
| D. Johnson 10 | Assist   | I. Thomas 11 |
| L. Bird 12    | Rimbalzi | J. Salley 12 |

| Arbitri: | Jess Kersey Joey Crawford |

|              |          |              |
| J. Dumars 29 | Punti    | K. McHale 32 |
| I. Thomas 6  | Assist   | L. Bird 8    |
| J. Salley 9  | Rimbalzi | L. Bird 11   |

| Arbitri: | Darell Garretson Ed Rush |

|                                   |          |                       |
| B. Laimbeer 29                    | Punti    | L. Bird 20            |
| I. Thomas 7                       | Assist   | L. Bird, D. Johnson 6 |
| I. Thomas, R. Mahorn. J. Salley 8 | Rimbalzi | L. Bird 9             |

| Arbitri: | Jake O'Donnell Hue Hollins |

|              |          |                        |
| L. Bird 27   | Punti    | I. Thomas 35           |
| D. Johnson 8 | Assist   | I. Thomas, J. Dumars 5 |
| L. Bird 17   | Rimbalzi | J. Salley 9            |

| Arbitri: | Earl Strom Hugh Evans |

|               |          |              |
| V. Johnson 24 | Punti    | K. McHale 33 |
| I. Thomas 9   | Assist   | D. Johnson 9 |
| B. Laimbeer 9 | Rimbalzi | L. Bird 14   |

PRECEDENTI IN REGULAR SEASON
| Regular Season 1987-88 | Boston Celtics | 3 – 3 | Detroit Pistons | Referto 1 - Referto 2 - Referto 3 - Referto 4, Referto 5 - Referto 6 |
| Detroit Pistons 128 Boston Celtics 143 Detroit Pistons 125 Detroit Pistons 106 Boston Celtics 121 Boston Celtics 121 Punti 105 Boston Celtics 105 Detroit Pistons 108 Boston Celtics 101 Boston Celtics 110 Detroit Pistons 110 Detroit Pistons |                | |                 |                                                                      |
| |                | |                 |                                                                      |
| Detroit Pistons 128 Boston Celtics 143 Detroit Pistons 125 Detroit Pistons 106 Boston Celtics 121 Boston Celtics 121 | Punti          | 105 Boston Celtics 105 Detroit Pistons 108 Boston Celtics 101 Boston Celtics 110 Detroit Pistons 110 Detroit Pistons |                 |                                                                      |

PRECEDENTI NEI PLAYOFF
|  | Boston Celtics (1968, 1985, 1987) | 3 – 0 | Detroit Pistons |  |

## Western Conference

### Primo turno

#### (1) Los Angeles Lakers - (8) San Antonio Spurs
RISULTATO FINALE: 3-0
| Arbitri: | Jess Kersey Mike Mathis Blane Reichelt |

|                |          |                               |
| J. Worthy 22   | Punti    | A. Robertson 34               |
| M. Johnson 18  | Assist   | F. Brickowski, A. Robertson 5 |
| M. Thompson 14 | Rimbalzi | W. Berry, C. Anderson 8       |

| Arbitri: | Jake O'Donnell Jack Nies |

|                |          |                  |
| M. Thompson 29 | Punti    | A. Robertson 28  |
| M. Johnson 15  | Assist   | A. Robertson 12  |
| M. Thompson 16 | Rimbalzi | F. Brickowski 12 |

| Arbitri: | Ed T. Rush Tommy Nunez Sr. |

|                  |          |               |
| F. Brickowski 27 | Punti    | M. Johnson 25 |
| A. Robertson 11  | Assist   | M. Johnson 11 |
| G. Anderson 8    | Rimbalzi | J. Worthy 11  |

PRECEDENTI IN REGULAR SEASON
| Regular Season 1987-88 | L.A. Lakers | 5 – 0 | San Antonio Spurs | Referto 1 - Referto 2 - Referto 3 - Referto 4, Referto 5 |
| San Antonio Spurs 124 Los Angeles Lakers 147 Los Angeles Lakers 133 San Antonio Spurs 132 San Antonio Spurs 126 Punti 133 Los Angeles Lakers 130 San Antonio Spurs 115 San Antonio Spurs 133 Los Angeles Lakers 133 Los Angeles Lakers |             | |                   |                                                          |
| |             | |                   |                                                          |
| San Antonio Spurs 124 Los Angeles Lakers 147 Los Angeles Lakers 133 San Antonio Spurs 132 San Antonio Spurs 126 | Punti       | 133 Los Angeles Lakers 130 San Antonio Spurs 115 San Antonio Spurs 133 Los Angeles Lakers 133 Los Angeles Lakers |                   |                                                          |

PRECEDENTI NEI PLAYOFF
|  | L.A. Lakers (1982, 1983, 1986) | 3 – 0 | San Antonio Spurs |  |

#### (2) Denver Nuggets - (7) Seattle SuperSonics
RISULTATO FINALE: 3-2
| Arbitri: | Jack Nies Bill Oakes Jake O'Donnell |

|               |          |                            |
| A. English 28 | Punti    | T. Chambers 29             |
| F. Lever 8    | Assist   | X. McDaniel, N. McMillan 8 |
| F. Lever 11   | Rimbalzi | X. McDaniel 10             |

| Arbitri: | Tommy Nunez Sr. Earl Strom |

|                         |          |                |
| A. English, M. Evans 16 | Punti    | D. Ellis 24    |
| M. Adams 5              | Assist   | N. McMillan 6  |
| F. Lever 12             | Rimbalzi | X. McDaniel 17 |

| Arbitri: | Darell Garretson Paul Mihalak |

|                |          |                      |
| T. Chambers 34 | Punti    | B. Rasmussen 28      |
| N. McMillan 9  | Assist   | M. Adams, F. Lever 7 |
| X. McDaniel 12 | Rimbalzi | B. Rasmussen 12      |

| Arbitri: | Ed F. Rush Hue Hollins |

|                |          |                        |
| X. McDaniel 27 | Punti    | J. Vincent 28          |
| D. Young 8     | Assist   | A. English, M. Evans 5 |
| D. McKey 7     | Rimbalzi | D. Schayes 9           |

| Arbitri: | Jack Madden Hugh Evans |

|               |          |                |
| A. English 23 | Punti    | T. Chambers 23 |
| A. English 7  | Assist   | X. McDaniel 5  |
| J. Vincent 7  | Rimbalzi | A. Lister 8    |

PRECEDENTI IN REGULAR SEASON
| Regular Season 1987-88 | Denver Nuggets | 4 – 1 | Seattle S.Sonics | Referto 1 - Referto 2 - Referto 3 - Referto 4, Referto 5 |
| Denver Nuggets 115 Seattle SuperSonics 108 Seattle SuperSonics 102 Denver Nuggets 108 Denver Nuggets 134 Punti 111 Seattle SuperSonics 100 Denver Nuggets 115 Denver Nuggets 95 Seattle SuperSonics 114 Seattle SuperSonics |                | |                  |                                                          |
| |                | |                  |                                                          |
| Denver Nuggets 115 Seattle SuperSonics 108 Seattle SuperSonics 102 Denver Nuggets 108 Denver Nuggets 134 | Punti          | 111 Seattle SuperSonics 100 Denver Nuggets 115 Denver Nuggets 95 Seattle SuperSonics 114 Seattle SuperSonics |                  |                                                          |

PRECEDENTI NEI PLAYOFF
|  | Denver Nuggets | 0 – 1 | Seattle S.Sonics (1978) |  |

#### (3) Dallas Mavericks - (6) Houston Rockets
RISULTATO FINALE: 3-1
| Arbitri: | Joey Crawford Bill Saar |

|               |          |                |
| R. Tarpley 24 | Punti    | H. Olajuwon 34 |
| D. Harper 8   | Assist   | S. Floyd 11    |
| R. Tarpley 9  | Rimbalzi | H. Olajuwon 14 |

| Arbitri: | Jack Madden Dick Bavetta Bennett Salvatore |

|               |          |                |
| R. Tarpley 23 | Punti    | S. Floyd 42    |
| D. Harper 8   | Assist   | S. Floyd 9     |
| R. Tarpley 13 | Rimbalzi | H. Olajuwon 26 |

| Arbitri: | Bruce Alexander Earl Strom |

|                |          |               |
| H. Olajuwon 35 | Punti    | R. Tarpley 17 |
| S. Floyd 5     | Assist   | R. Blackman 7 |
| H. Olajuwon 12 | Rimbalzi | R. Tarpley 13 |

| Arbitri: | Jake O'Donnell Paul Mihalak |

|                |          |                |
| H. Olajuwon 40 | Punti    | M. Aguirre 38  |
| S. Floyd 9     | Assist   | R. Blackman 10 |
| H. Olajuwon 15 | Rimbalzi | J. Donaldson 9 |

PRECEDENTI IN REGULAR SEASON
| Regular Season 1987-88 | Dallas Mavericks | 4 – 2 | Houston Rockets | Referto 1 - Referto 2 - Referto 3 - Referto 4, Referto 5 - Referto 6 |
| Dallas Mavericks 105 Houston Rockets 117 Dallas Mavericks 92 Houston Rockets 106 Dallas Mavericks 118 Houston Rockets 96 Punti 100 Houston Rockets 107 Dallas Mavericks 108 Houston Rockets 108 Dallas Mavericks 110 Houston Rockets 104 Dallas Mavericks |                  | |                 |                                                                      |
| |                  | |                 |                                                                      |
| Dallas Mavericks 105 Houston Rockets 117 Dallas Mavericks 92 Houston Rockets 106 Dallas Mavericks 118 Houston Rockets 96 | Punti            | 100 Houston Rockets 107 Dallas Mavericks 108 Houston Rockets 108 Dallas Mavericks 110 Houston Rockets 104 Dallas Mavericks |                 |                                                                      |

PRECEDENTI NEI PLAYOFF

Si è trattata della prima sfida tra le due squadre ai playoff.

#### (4) Portland Trail Blazers - (5) Utah Jazz
RISULTATO FINALE: 1-3
| Arbitri: | Jess Kersey Mike Mathis |

|               |          |               |
| C. Drexler 26 | Punti    | T. Bailey 31  |
| T. Porter 12  | Assist   | J. Stockton 9 |
| C. Drexler 13 | Rimbalzi | K. Malone 13  |

| Arbitri: | Bill Saar Joey Crawford |

|               |          |                |
| C. Drexler 25 | Punti    | K. Malone 37   |
| T. Porter 7   | Assist   | J. Stockton 13 |
| M. Lucas 14   | Rimbalzi | K. Malone 16   |

| Arbitri: | Jake O'Donnell Bill Oakes |

|                |          |                         |
| K. Malone 35   | Punti    | J. Kersey 23            |
| J. Stockton 16 | Assist   | C. Drexler, T. Porter 4 |
| K. Malone 9    | Rimbalzi | K. Duckworth 16         |

| Arbitri: | Darell Garretson Hue Hollins |

|                |          |                            |
| K. Malone 38   | Punti    | K. Duckworth 33            |
| J. Stockton 10 | Assist   | C. Drexler 6               |
| M. Eaton 11    | Rimbalzi | K. Duckworth, J. Kersey 10 |

PRECEDENTI IN REGULAR SEASON
| Regular Season 1987-88 | Portland T. Blazers | 1 – 4 | Utah Jazz | Referto 1 - Referto 2 - Referto 3 - Referto 4, Referto 5 |
| Utah Jazz 116 Portland Trail Blazers 123 Utah Jazz 112 Utah Jazz 123 Portland Trail Blazers 122 Punti 104 Portland Trail Blazers 126 Utah Jazz 94 Portland Trail Blazers 128 Portland Trail Blazers 129 Utah Jazz |                     | |           |                                                          |
| |                     | |           |                                                          |
| Utah Jazz 116 Portland Trail Blazers 123 Utah Jazz 112 Utah Jazz 123 Portland Trail Blazers 122 | Punti               | 104 Portland Trail Blazers 126 Utah Jazz 94 Portland Trail Blazers 128 Portland Trail Blazers 129 Utah Jazz |           |                                                          |

PRECEDENTI NEI PLAYOFF

Si è trattata della prima sfida tra le due squadre ai playoff.

### Semifinali

#### (1) Los Angeles Lakers - (5) Utah Jazz
RISULTATO FINALE: 4-3
| Arbitri: | Jack Madden Joey Crawford Paul Mihalak |

|                    |          |                |
| J. Worthy 23       | Punti    | K. Malone 29   |
| M. Johnson 9       | Assist   | J. Stockton 16 |
| K. Abdul-Jabbar 10 | Rimbalzi | T. Bailey 8    |

| Arbitri: | Bruce Alexander Joey Crawford |

|                |          |                |
| B. Scott 26    | Punti    | K. Malone 29   |
| M. Johnson 10  | Assist   | J. Stockton 13 |
| M. Thompson 12 | Rimbalzi | M. Eaton 12    |

| Arbitri: | Ed T. Rush Bill Oakes |

|                |          |                |
| K. Malone 29   | Punti    | B. Scott 29    |
| J. Stockton 12 | Assist   | M. Johnson 6   |
| M. Eaton 14    | Rimbalzi | M. Thompson 12 |

| Arbitri: | Jake O'Donnell Dick Bavetta |

|                |          |                   |
| K. Malone 29   | Punti    | J. Worthy 29      |
| J. Stockton 13 | Assist   | M. Johnson 9      |
| K. Malone 11   | Rimbalzi | K. Abdul-Jabbar 9 |

| Arbitri: | Darell Garretson Mike Mathis |

|                |          |                |
| J. Worthy 27   | Punti    | T. Bailey 28   |
| M. Johnson 13  | Assist   | J. Stockton 24 |
| M. Thompson 11 | Rimbalzi | K. Malone 16   |

| Arbitri: | Hugh Evans Hue Hollins |

|                |          |               |
| K. Malone 27   | Punti    | B. Scott 16   |
| J. Stockton 17 | Assist   | M. Johnson 9  |
| K. Malone 11   | Rimbalzi | M. Thompson 9 |

| Arbitri: | Earl Strom Jess Kersey |

|               |          |                |
| B. Scott 29   | Punti    | K. Malone 31   |
| M. Johnson 16 | Assist   | J. Stockton 20 |
| M. Johnson 9  | Rimbalzi | K. Malone 15   |

PRECEDENTI IN REGULAR SEASON
| Regular Season 1987-88 | L.A. Lakers | 4 – 1                                                                                  | Utah Jazz | Referto 1 - Referto 2 - Referto 3 - Referto 4, Referto 5 |
| Utah Jazz 109 Los Angeles Lakers 111 Los Angeles Lakers 112 Los Angeles Lakers 122 Utah Jazz 106 Punti 117 Los Angeles Lakers 100 Utah Jazz 105 Utah Jazz 111 Utah Jazz 92 Los Angeles Lakers |             |                                                                                        |           |                                                          |
| |             |                                                                                        |           |                                                          |
| Utah Jazz 109 Los Angeles Lakers 111 Los Angeles Lakers 112 Los Angeles Lakers 122 Utah Jazz 106                                                                                              | Punti       | 117 Los Angeles Lakers 100 Utah Jazz 105 Utah Jazz 111 Utah Jazz 92 Los Angeles Lakers |           |                                                          |

PRECEDENTI NEI PLAYOFF

Si è trattata della prima sfida tra le due squadre ai playoff.

#### (2) Denver Nuggets - (3) Dallas Mavericks
RISULTATO FINALE: 2-4
| Arbitri: | Jess Kersey Mike Mathis |

|                        |          |                 |
| F. Lever 30            | Punti    | M. Aguirre 26   |
| F. Lever, A. English 8 | Assist   | D. Harper 5     |
| F. Lever 11            | Rimbalzi | J. Donaldson 13 |

| Arbitri: | Bill Saar Joey Crawford |

|                         |          |                |
| F. Lever, A. English 22 | Punti    | R. Blackman 31 |
| M. Adams 7              | Assist   | D. Harper 8    |
| D. Schayes 12           | Rimbalzi | J. Donaldson 1 |

| Arbitri: | Darell Garretson Hue Hollins |

|               |          |               |
| S. Perkins 17 | Punti    | A. English 23 |
| M. Aguirre 6  | Assist   | F. Lever 12   |
| R. Tarpley 15 | Rimbalzi | F. Lever 11   |

| Arbitri: | Hugh Evans Bill Oakes |

|               |          |               |
| M. Aguirre 34 | Punti    | A. English 24 |
| D. Harper 10  | Assist   | M. Adams 9    |
| R. Tarpley 13 | Rimbalzi | W. Cooper 9   |

| Arbitri: | Jake O'Donnell Dick Bavetta |

|                        |          |               |
| D. Schayes 33          | Punti    | M. Aguirre 25 |
| M. Adams, A. English 6 | Assist   | D. Harper 6   |
| D. Schayes 13          | Rimbalzi | R. Tarpley 16 |

| Arbitri: | Earl Strom Paul Mihalak Bill Saar |

|                            |          |               |
| R. Blackman, S. Perkins 23 | Punti    | A. English 34 |
| D. Harper 9                | Assist   | M. Adams 8    |
| R. Tarpley 19              | Rimbalzi | D. Schayes 9  |

PRECEDENTI IN REGULAR SEASON
| Regular Season 1987-88 | Denver Nuggets | 3 – 3 | Dallas Mavericks | Referto 1 - Referto 2 - Referto 3 - Referto 4, Referto 5 - Referto 6 |
| Denver Nuggets 106 Dallas Mavericks 109 Denver Nuggets 115 Dallas Mavericks 123 Dallas Mavericks 135 Denver Nuggets 133 Punti 98 Dallas Mavericks 96 Denver Nuggets 105 Dallas Mavericks 96 Denver Nuggets 109 Denver Nuggets 122 Dallas Mavericks |                | |                  |                                                                      |
| |                | |                  |                                                                      |
| Denver Nuggets 106 Dallas Mavericks 109 Denver Nuggets 115 Dallas Mavericks 123 Dallas Mavericks 135 Denver Nuggets 133 | Punti          | 98 Dallas Mavericks 96 Denver Nuggets 105 Dallas Mavericks 96 Denver Nuggets 109 Denver Nuggets 122 Dallas Mavericks |                  |                                                                      |

PRECEDENTI NEI PLAYOFF

Si è trattata della prima sfida tra le due squadre ai playoff.

### Finale

#### (1) Los Angeles Lakers - (3) Dallas Mavericks
RISULTATO FINALE: 4-3
| Arbitri: | Jack Madden Joey Crawford |

|                                     |          |                                        |
| J. Worthy 28                        | Punti    | M. Aguirre, R. Tarpley, R. Blackman 18 |
| M. Johnson 12                       | Assist   | D. Harper 7                            |
| A. Green, M. Johnson, M. Thompson 6 | Rimbalzi | R. Tarpley 20                          |

| Arbitri: | Ed T. Rush Bill Oakes |

|                   |          |               |
| B. Scott 30       | Punti    | M. Aguirre 28 |
| M. Johnson 19     | Assist   | D. Harper 8   |
| K. Abdul-Jabbar 7 | Rimbalzi | R. Tarpley 13 |

| Arbitri: | Darell Garretson Hue Hollins |

|               |          |               |
| M. Aguirre 23 | Punti    | J. Worthy 19  |
| B. Davis 6    | Assist   | M. Johnson 10 |
| R. Tarpley 20 | Rimbalzi | M. Johnson 8  |

| Arbitri: | Jake O'Donnell Dick Bavetta |

|                |          |               |
| D. Harper 35   | Punti    | M. Johnson 28 |
| R. Blackman 11 | Assist   | M. Johnson 12 |
| R. Tarpley 13  | Rimbalzi | A. Green 9    |

| Arbitri: | Hugh Evans Earl Strom |

|                |          |               |
| J. Worthy 28   | Punti    | M. Aguirre 31 |
| M. Johnson 20  | Assist   | D. Harper 6   |
| A. C. Green 10 | Rimbalzi | R. Tarpley 11 |

| Arbitri: | Jess Kersey Ed T. Rush |

|               |          |                        |
| M. Aguirre 23 | Punti    | B. Scott, J. Worthy 27 |
| D. Harper 10  | Assist   | M. Johnson 12          |
| M. Aguirre 13 | Rimbalzi | J. Worthy 11           |

| Arbitri: | Jake O'Donnell Jack Madden |

|               |          |                 |
| J. Worthy 28  | Punti    | M. Aguirre 24   |
| M. Johnson 11 | Assist   | D. Harper 11    |
| M. Johnson 9  | Rimbalzi | J. Donaldson 14 |

PRECEDENTI IN REGULAR SEASON
| Regular Season 1987-88 | L.A. Lakers | 4 – 1 | Dallas Mavericks | Referto 1 - Referto 2 - Referto 3 - Referto 4, Referto 5 |
| Los Angeles Lakers 119 Los Angeles Lakers 103 Dallas Mavericks 97 Los Angeles Lakers 101 Dallas Mavericks 107 Punti 116 Dallas Mavericks 89 Dallas Mavericks 108 Los Angeles Lakers 110 Dallas Mavericks 114 Los Angeles Lakers |             | |                  |                                                          |
| |             | |                  |                                                          |
| Los Angeles Lakers 119 Los Angeles Lakers 103 Dallas Mavericks 97 Los Angeles Lakers 101 Dallas Mavericks 107 | Punti       | 116 Dallas Mavericks 89 Dallas Mavericks 108 Los Angeles Lakers 110 Dallas Mavericks 114 Los Angeles Lakers |                  |                                                          |

PRECEDENTI NEI PLAYOFF
|  | L.A. Lakers (1984, 1986) | 2 – 0 | Dallas Mavericks |  |

## NBA Finals 1988

### Los Angeles Lakers - Detroit Pistons
RISULTATO FINALE
|  | L.A. Lakers | 4 – 3 | Detroit Pistons |  |

PRECEDENTI IN REGULAR SEASON
| Regular Season 1987-88                                                                      | L.A. Lakers | 2 – 0                                      | Detroit Pistons | Referto 1 - Referto 2 |
| Detroit Pistons 104 Los Angeles Lakers 117 Punti 106 Los Angeles Lakers 110 Detroit Pistons |             |                                            |                 |                       |
|                                                                                             |             |                                            |                 |                       |
| Detroit Pistons 104 Los Angeles Lakers 117                                                  | Punti       | 106 Los Angeles Lakers 110 Detroit Pistons |                 |                       |

PRECEDENTI NEI PLAYOFF
|  | L.A. Lakers (1950, 1953, 1954, 1957, 1959, 1960, 1961, 1962) | 8 – 1 | Detroit Pistons (1955) |  |

#### Roster
| \| Pos. \| Num. \| Naz. \| Nome \| Altezza \| Peso \| Data nascita \| Provenienza \| \| ---- \| ---- \| ---- \| ------------------------ \| ------- \| ------ \| ------------ \| -------------- \| \| C \| 33 \| \| Abdul-Jabbar, Kareem (C) \| 218 cm \| 102 kg \| 16-04-1947 \| UCLA \| \| G/AP \| 19 \| \| Campbell, Tony \| 201 cm \| 98 kg \| 07-05-1962 \| Ohio State \| \| G/AP \| 21 \| \| Cooper, Michael \| 196 cm \| 77 kg \| 15-04-1956 \| New Mexico \| \| A/C \| 45 \| \| Green, A. C. \| 206 cm \| 100 kg \| 04-10-1963 \| Oregon State \| \| G/AP \| 32 \| \| Johnson, Magic (C) \| 206 cm \| 98 kg \| 14-08-1959 \| Michigan State \| \| G/AP \| 3 \| \| Lamp, Jeff \| 198 cm \| 88 kg \| 09-03-1959 \| Virginia \| \| G \| 1 \| \| Matthews, Wes \| 185 cm \| 77 kg \| 24-08-1959 \| Wisconsin \| \| A \| 31 \| \| Rambis, Kurt \| 203 cm \| 97 kg \| 25-02-1958 \| Santa Clara \| \| G \| 4 \| \| Scott, Byron \| 191 cm \| 88 kg \| 28-03-1961 \| Arizona State \| \| C \| 52 \| \| Smrek, Mike \| 213 cm \| 113 kg \| 31-08-1962 \| Canisius \| \| A \| 55 \| \| Thompson, Billy \| 201 cm \| 88 kg \| 01-12-1963 \| Louisville \| \| A/C \| 43 \| \| Thompson, Mychal \| 208 cm \| 103 kg \| 30-01-1955 \| Minnesota \| \| A \| 34 \| \| Tolbert, Ray \| 206 cm \| 102 kg \| 10-09-1958 \| Indiana \| \| G \| 20 \| \| Wagner, Milt \| 196 cm \| 84 kg \| 20-02-1963 \| Louisville \| \| A/C \| 42 \| \| Worthy, James \| 206 cm \| 102 kg \| 27-02-1961 \| North Carolina \| | Allenatore - Pat Riley Assistente/i - Bill Bertka - Randy Pfund Legenda - (C) Capitano - (FA) Free agent - (S) Sospeso - (TW) Contratto Two-way - (GL) Assegnato a squadra G League affiliata - Infortunato Roster • Transazioni · Ultima transazione: 28 giugno 1988 |                        |                          |         |        |              |                |
| Pos. | Num. | Naz.                   | Nome                     | Altezza | Peso   | Data nascita | Provenienza    |
| C | 33 | Stati Uniti (bandiera) | Abdul-Jabbar, Kareem (C) | 218 cm  | 102 kg | 16-04-1947   | UCLA           |
| G/AP | 19 | Stati Uniti (bandiera) | Campbell, Tony           | 201 cm  | 98 kg  | 07-05-1962   | Ohio State     |
| G/AP | 21 | Stati Uniti (bandiera) | Cooper, Michael          | 196 cm  | 77 kg  | 15-04-1956   | New Mexico     |
| A/C | 45 | Stati Uniti (bandiera) | Green, A. C.             | 206 cm  | 100 kg | 04-10-1963   | Oregon State   |
| G/AP | 32 | Stati Uniti (bandiera) | Johnson, Magic (C)       | 206 cm  | 98 kg  | 14-08-1959   | Michigan State |
| G/AP | 3 | Stati Uniti (bandiera) | Lamp, Jeff               | 198 cm  | 88 kg  | 09-03-1959   | Virginia       |
| G | 1 | Stati Uniti (bandiera) | Matthews, Wes            | 185 cm  | 77 kg  | 24-08-1959   | Wisconsin      |
| A | 31 | Stati Uniti (bandiera) | Rambis, Kurt             | 203 cm  | 97 kg  | 25-02-1958   | Santa Clara    |
| G | 4 | Stati Uniti (bandiera) | Scott, Byron             | 191 cm  | 88 kg  | 28-03-1961   | Arizona State  |
| C | 52 | Canada (bandiera)      | Smrek, Mike              | 213 cm  | 113 kg | 31-08-1962   | Canisius       |
| A | 55 | Stati Uniti (bandiera) | Thompson, Billy          | 201 cm  | 88 kg  | 01-12-1963   | Louisville     |
| A/C | 43 | Bahamas (bandiera)     | Thompson, Mychal         | 208 cm  | 103 kg | 30-01-1955   | Minnesota      |
| A | 34 | Stati Uniti (bandiera) | Tolbert, Ray             | 206 cm  | 102 kg | 10-09-1958   | Indiana        |
| G | 20 | Stati Uniti (bandiera) | Wagner, Milt             | 196 cm  | 84 kg  | 20-02-1963   | Louisville     |
| A/C | 42 | Stati Uniti (bandiera) | Worthy, James            | 206 cm  | 102 kg | 27-02-1961   | North Carolina |

| \| Pos. \| Num. \| Naz. \| Nome \| Altezza \| Peso \| Data nascita \| Provenienza \| \| ---- \| ---- \| ---- \| ----------------- \| ------- \| ------ \| ------------ \| --------------------------- \| \| C \| 25 \| \| Bedford, William \| 213 cm \| 102 kg \| 14-12-1963 \| Memphis \| \| G/AP \| 45 \| \| Dantley, Adrian \| 196 cm \| 94 kg \| 28-02-1955 \| Notre Dame \| \| C \| 50 \| \| Dawkins, Darryl \| 211 cm \| 114 kg \| 11-01-1957 \| Maynard Evans High School \| \| G \| 4 \| \| Dumars, Joe \| 191 cm \| 86 kg \| 24-05-1963 \| McNeese State \| \| C \| 53 \| \| Edwards, James \| 216 cm \| 102 kg \| 22-11-1955 \| Washington \| \| G \| 15 \| \| Johnson, Vinnie \| 188 cm \| 91 kg \| 01-09-1956 \| Baylor \| \| C \| 40 \| \| Laimbeer, Bill \| 211 cm \| 111 kg \| 19-05-1957 \| Notre Dame \| \| G \| 35 \| \| Lewis, Ralph \| 198 cm \| 91 kg \| 28-03-1963 \| La Salle \| \| AG \| 44 \| \| Mahorn, Rick \| 208 cm \| 109 kg \| 21-09-1958 \| Hampton \| \| C \| 54 \| \| Moore, Ron \| 213 cm \| 88 kg \| 16-06-1962 \| West Virginia State \| \| C \| 42 \| \| Nevitt, Chuck \| 226 cm \| 98 kg \| 13-06-1959 \| North Carolina State \| \| AP \| 10 \| \| Rodman, Dennis \| 203 cm \| 95 kg \| 13-05-1961 \| Southeastern Oklahoma State \| \| G \| 23 \| \| Russell, Walker \| 196 cm \| 88 kg \| 26-10-1960 \| Western Michigan \| \| AG/C \| 22 \| \| Salley, John \| 211 cm \| 104 kg \| 16-05-1964 \| Georgia Tech \| \| P \| 11 \| \| Thomas, Isiah (C) \| 185 cm \| 82 kg \| 30-04-1961 \| Indiana \| | Allenatore - Chuck Daly Assistente/i - Ron Rothstein - Dick Versace Legenda - (C) Capitano - (FA) Free agent - (S) Sospeso - (TW) Contratto Two-way - (GL) Assegnato a squadra G League affiliata - Infortunato Roster • Transazioni · Ultima transazione: 28 giugno 1988 |                        |                   |         |        |              |                             |
| Pos. | Num. | Naz.                   | Nome              | Altezza | Peso   | Data nascita | Provenienza                 |
| C | 25 | Stati Uniti (bandiera) | Bedford, William  | 213 cm  | 102 kg | 14-12-1963   | Memphis                     |
| G/AP | 45 | Stati Uniti (bandiera) | Dantley, Adrian   | 196 cm  | 94 kg  | 28-02-1955   | Notre Dame                  |
| C | 50 | Stati Uniti (bandiera) | Dawkins, Darryl   | 211 cm  | 114 kg | 11-01-1957   | Maynard Evans High School   |
| G | 4 | Stati Uniti (bandiera) | Dumars, Joe       | 191 cm  | 86 kg  | 24-05-1963   | McNeese State               |
| C | 53 | Stati Uniti (bandiera) | Edwards, James    | 216 cm  | 102 kg | 22-11-1955   | Washington                  |
| G | 15 | Stati Uniti (bandiera) | Johnson, Vinnie   | 188 cm  | 91 kg  | 01-09-1956   | Baylor                      |
| C | 40 | Stati Uniti (bandiera) | Laimbeer, Bill    | 211 cm  | 111 kg | 19-05-1957   | Notre Dame                  |
| G | 35 | Stati Uniti (bandiera) | Lewis, Ralph      | 198 cm  | 91 kg  | 28-03-1963   | La Salle                    |
| AG | 44 | Stati Uniti (bandiera) | Mahorn, Rick      | 208 cm  | 109 kg | 21-09-1958   | Hampton                     |
| C | 54 | Stati Uniti (bandiera) | Moore, Ron        | 213 cm  | 88 kg  | 16-06-1962   | West Virginia State         |
| C | 42 | Stati Uniti (bandiera) | Nevitt, Chuck     | 226 cm  | 98 kg  | 13-06-1959   | North Carolina State        |
| AP | 10 | Stati Uniti (bandiera) | Rodman, Dennis    | 203 cm  | 95 kg  | 13-05-1961   | Southeastern Oklahoma State |
| G | 23 | Stati Uniti (bandiera) | Russell, Walker   | 196 cm  | 88 kg  | 26-10-1960   | Western Michigan            |
| AG/C | 22 | Stati Uniti (bandiera) | Salley, John      | 211 cm  | 104 kg | 16-05-1964   | Georgia Tech                |
| P | 11 | Stati Uniti (bandiera) | Thomas, Isiah (C) | 185 cm  | 82 kg  | 30-04-1961   | Indiana                     |

#### Risultati
| Arbitri: | Darell Garretson Joey Crawford |

|                                                                |            |                                                                              |
| M. Johnson 28                                                  | Punti      | A. Dantley 34                                                                |
| M. Johnson 10                                                  | Assist     | I. Thomas 12                                                                 |
| A. C. Green 12                                                 | Rimbalzi   | B. Laimbeer 7                                                                |
| Abdul-Jabbar, Green, Johnson, Scott, Worthy (Cooper, Thompson) | Formazioni | Dantley, Dumars, Laimbeer, Mahorn, Thomas (Edwards, Johnson, Rodman, Salley) |

| Arbitri: | Ed T. Rush Jess Kersey |

|                                                                                  |            |                                                                              |
| J. Worthy 26                                                                     | Punti      | A. Dantley 19                                                                |
| M. Johnson 11                                                                    | Assist     | I. Thomas, J. Dumars 7                                                       |
| A. Green 13                                                                      | Rimbalzi   | B. Laimbeer, R. Mahorn 9                                                     |
| Abdul-Jabbar, Green, Johnson, Scott, Worthy (Cooper, Matthews, Rambis, Thompson) | Formazioni | Dantley, Dumars, Laimbeer, Mahorn, Thomas (Edwards, Johnson, Rodman, Salley) |

| Arbitri: | Earl Strom Hugh Evans |

|                                                                                              |            |                                                                          |
| I. Thomas 28                                                                                 | Punti      | J. Worthy 24                                                             |
| I. Thomas 9                                                                                  | Assist     | M. Johnson 14                                                            |
| D. Rodman 12                                                                                 | Rimbalzi   | J. Worthy 9                                                              |
| Dantley, Dumars, Laimbeer, Mahorn, Thomas (Edwards, Johnson, Lewis, Rodman, Russell, Salley) | Formazioni | Abdul-Jabbar, Green, Johnson, Scott, Worthy (Cooper, Matthews, Thompson) |

| Arbitri: | Jake O'Donnell Jack Madden |

| |            | |
| A. Dantley 27                                                                                        | Punti      | M. Johnson 23                                                                                             |
| I. Thomas 12                                                                                         | Assist     | M. Johnson 6                                                                                              |
| I. Thomas 9                                                                                          | Rimbalzi   | A. C. Green 9                                                                                             |
| Dantley, Dumars, Laimbeer, Mahorn, Thomas (Edwards, Johnson, Lewis, Nevitt, Rodman, Russell, Salley) | Formazioni | Abdul-Jabbar, Green, Johnson, Scott, Worthy (Campbell, Cooper, Matthews, Rambis, Smrek, Thompson, Wagner) |

| Arbitri: | Darell Garretson Joey Crawford |

|                                                                                              |            | |
| A. Dantley 25                                                                                | Punti      | K. Abdul-Jabbar 26                                                                                        |
| I. Thomas 8                                                                                  | Assist     | M. Johnson 17                                                                                             |
| B. Laimbeer 11                                                                               | Rimbalzi   | M. Johnson, K. Abdul-Jabbar, A.C. Green 6                                                                 |
| Dantley, Dumars, Laimbeer, Mahorn, Thomas (Edwards, Johnson, Lewis, Rodman, Russell, Salley) | Formazioni | Abdul-Jabbar, Green, Johnson, Scott, Worthy (Campbell, Cooper, Matthews, Rambis, Smrek, Thompson, Wagner) |

| Arbitri: | Ed Rush Hugh Evans |

|                                                                        |            |                                                                              |
| J. Worthy 28                                                           | Punti      | I. Thomas 43                                                                 |
| M. Johnson 19                                                          | Assist     | J. Dumars 10                                                                 |
| A. Green 10                                                            | Rimbalzi   | B. Laimbeer 9                                                                |
| Abdul-Jabbar, Green, Johnson, Scott, Worthy (Cooper, Rambis, Thompson) | Formazioni | Dantley, Dumars, Laimbeer, Mahorn, Thomas (Edwards, Johnson, Rodman, Salley) |

| Arbitri: | Earl Strom Jake O'Donnell |

|                                                                        |            |                                                                              |
| J. Worthy 36                                                           | Punti      | J. Dumars 25                                                                 |
| M. Johnson 14                                                          | Assist     | I. Thomas 7                                                                  |
| J. Worthy 16                                                           | Rimbalzi   | J. Salley 10                                                                 |
| Abdul-Jabbar, Green, Johnson, Scott, Worthy (Cooper, Rambis, Thompson) | Formazioni | Dantley, Dumars, Laimbeer, Mahorn, Thomas (Edwards, Johnson, Rodman, Salley) |

| Campione NBA 1988             |
| ----------------------------- |
| Los Angeles Lakers 11º titolo |

#### Hall of famer
| NBA Finals | Atleta              | Squadra         | Anno |            |
| ---------- | ------------------- | --------------- | ---- | ---------- |
| Giocatore  | Kareem Abdul-Jabbar | L.A. Lakers     | 1995 | Giocatore  |
| Giocatore  | Magic Johnson       | L.A. Lakers     | 2002 | Giocatore  |
| Giocatore  | James Worthy        | L.A. Lakers     | 2003 | Giocatore  |
| Giocatore  | Michael Cooper      | L.A. Lakers     | 2024 | Giocatore  |
| Allenatore | Pat Riley           | L.A. Lakers     | 2008 | Allenatore |
| Giocatore  | Isiah Thomas        | Detroit Pistons | 2000 | Giocatore  |
| Giocatore  | Joe Dumars          | Detroit Pistons | 2006 | Giocatore  |
| Giocatore  | Dennis Rodman       | Detroit Pistons | 2011 | Giocatore  |
| Giocatore  | Adrian Dantley      | Detroit Pistons | 2008 | Giocatore  |
| Allenatore | Chuck Daly          | Detroit Pistons | 1994 | Allenatore |

#### MVP delle Finali
- #42 James Worthy, Los Angeles Lakers.

## Squadra vincitrice

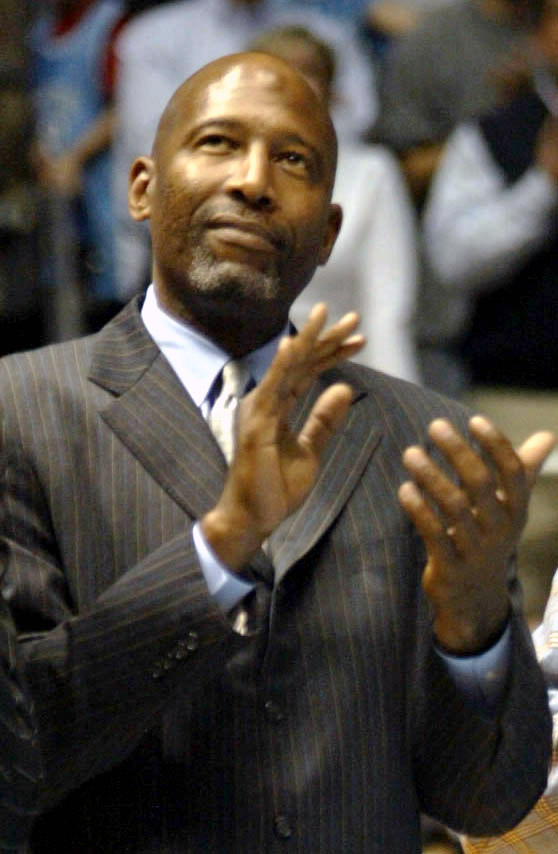
1. 42 James Worthy, Los Angeles Lakers.

| N° | Naz.                   | Ruolo | Sportivo            |  | Alt. |  |
| -- | ---------------------- | ----- | ------------------- |  | ---- |  |
| 1  | Stati Uniti (bandiera) | P     | Wes Matthews        |  | 185  |  |
| 4  | Stati Uniti (bandiera) | G     | Byron Scott         |  | 191  |  |
| 19 | Stati Uniti (bandiera) | AP    | Tony Campbell       |  | 201  |  |
| 20 | Stati Uniti (bandiera) | G     | Milt Wagner         |  | 196  |  |
| 21 | Stati Uniti (bandiera) | G     | Michael Cooper      |  | 196  |  |
| 31 | Stati Uniti (bandiera) | AG    | Kurt Rambis         |  | 203  |  |
| 32 | Stati Uniti (bandiera) | P     | Magic Johnson       |  | 206  |  |
| 33 | Stati Uniti (bandiera) | C     | Kareem Abdul-Jabbar |  | 218  |  |
| 42 | Stati Uniti (bandiera) | AP    | James Worthy        |  | 206  |  |
| 43 | Bahamas (bandiera)     | C     | Mychal Thompson     |  | 208  |  |
| 45 | Stati Uniti (bandiera) | AG    | A.C. Green          |  | 206  |  |
| 52 | Canada (bandiera)      | C     | Mike Smrek          |  | 214  |  |
| 55 | Stati Uniti (bandiera) | AP    | Billy Thompson      |  | 198  |  |
|    | Stati Uniti (bandiera) | All.  | Pat Riley           |  |      |  |

## Statistiche
Aggiornate al 21 settembre 2021.
| Categoria | Singola prestazione | Singola prestazione | Singola prestazione | Media           | Media           | Media | Media |
| Categoria | Giocatore           | Squadra             | Max                 | Giocatore       | Squadra         | Media | PG    |
| --------- | ------------------- | ------------------- | ------------------- | --------------- | --------------- | ----- | ----- |
| Punti     | Michael Jordan      | Chicago Bulls       | 55                  | Hakeem Olajuwon | Houston Rockets | 37,5  | 4     |
| Rimbalzi  | Hakeem Olajuwon     | Houston Rockets     | 26                  | Hakeem Olajuwon | Houston Rockets | 16,8  | 4     |
| Assist    | Doc Rivers          | Atlanta Hawks       | 22                  | John Stockton   | Utah Jazz       | 14,8  | 11    |